# Реципрокность (физиология)
Реципрокность (от лат. reciprocus — возвращающийся, обратный, взаимный) — физиологическое понятие: такой способ взаимодействия структур нервной системы, при котором координация работы этих нервных структур происходит взаимосогласовано и противоположно направленно, при этом, как правило, активность одной структуры нервной системы (нейрона, нервного центра или нервной сети) уменьшает, подавляет активность другой нервной структуры и наоборот — что приводит к соответственному изменению функции органов и тканей, регулируемых этими структурами нервной системы.

## История
Первые ученые, исследователи реципрокности:
- И. Ф. Цион, 1866 — реципрокность показал между мышцей сердца и мышечным слоем стенки артерий.
- Э. Геринг (E. Hering), Й. Брейер (J. Breuer), 1868 — описали реципрокность в нервной регуляции дыхания.
- С. Дж. Мельтцер (S. J. Meltzer), К. Г. Кронекер (K. H. Kronecker), 1883  — стали открывателями реципрокного торможения  при глотании.
- H. Е. Введенский, 1896  — определил реципрокность в коре головного мозга.
- П. А. Спиро, 1874 — ученик И. М. Сеченова, впервые изучил механизм реципрокности в скелетных мышцах.
- Ч. Шеррингтон (Ch. S. Sherrington), 1906 — детально исследовал и анализировал реципрокность в скелетных мышцах.

## Пример реципрокности для сгибателей и разгибателей скелетных мышц
Наиболее изучена реципрокность спинного мозга, которая координирует взаимно противоположную активность скелетной мускулатуры. При исполнении сложных координированных двигательных актов (таких как ходьба, бег, чесание, плавание, глотание и др.) нервные центры мышц-антагонистов спинного мозга включены во взаимнопротивоположную функциональную активность. Пример: возбуждение  мотонейронов, которые вызывают сокращение мышц-сгибателей, взаимосогласуется с реципрокным торможением других мотонейронов, которые вызывают расслабление мышц-разгибателей.

## Нейрофизиологический механизм реципрокности
Нейрофизиологический механизм реципрокности объясняется с помощью прямого исследования процессов возбуждения и торможения в одиночных нервных клетках, проведенного с помощью микроэлектродов. Исследовано, что афферентные (сенсорные) нервные волокна, те которые идут от рецепторов скелетной мускулатуры в спинной мозг - информируют о степени их растяжения: одна ветвь аксона предает возбуждение на мотонейроны для сокращения мышц-разгибателей, а другая ветвь аксона афферентного нервного волокна через вставочный интернейрон (тормозной), одновременно тормозят мотонейроны мышц-сгибателей.
Вот механизм реципрокного торможения при стимуляции афферентов группы 1а нерва мышц-антагонистов. Если раздражать тонкие афферентные волокна кожного нерва, которые формируют сгибательный рефлекс — тормозятся а-мотонейроны мускулатуры разгибателей, а возбуждаются а-мотопейроны мускулатуры сгибателей. При стимуляция переднего корешка — возбуждаются тормозные интернейроны (клетки Реншоу) через возвратные волокна а-мотонейронов. Тормозные интернейроны — угнетают моносинаптические рефлексы и тормозные интернейроны группы 1а, а также они могут вызвать феномены возвратного торможения или облегчения.

## Локализация в центральной нервной системе
Спинной мозг, таламус, гиппокамп, ретикулярная формация, коленчатые тела , мозжечок и кора больших полушарий.

## Физиологические функции с участием реципрокности
- Механизм дыхания, регулируемый инспираторным (вдоха) и экспираторным (выдоха) нервными центрами.
- Деятельность центров голода и насыщения.
- Регуляция давления крови прессорным отделом сосудодвигательного центра - увеличивающим давление, и депрессорным отделом - уменьшающим давление .[1]